# Philippe Baronnet
Pour les articles homonymes, voir Baronnet (homonymie).
Philippe Baronnet est un acteur français.

## Filmographie partielle

### Cinéma
- 1969 : Une corde, un Colt... de Robert Hossein : Bud Rogers
- 1969 : À quelques jours près d'Yves Ciampi : Jean-Louis
- 1969 : Le Clan des Siciliens de Henri Verneuil : Luigi
- 1972 : Les Galets d'Étretat de Sergio Gobbi : François
- 1974 : Seul le vent connaît la réponse (Die Antwort kennt nur der Wind) d'Alfred Vohrer : Alain
- 1984 : Venus de Peter Hollison : Philippe
- 1985 : L'Effrontée de Claude Miller : le professeur de gymnastique
- 1986 : La Femme secrète de Sébastien Grall
- 1987 : On se calme et on boit frais à Saint-Tropez de Max Pécas : Georges Nadaud
- 1988 : Sécurité publique de Gabriel Benattar
- 1990 : Feu sur le candidat d'Agnès Delarive : un journaliste

### Télévision
- 1964 : Les Duos célèbres - Le Miroir à trois faces : Werther (émission d'Aimée Mortimer, réalisation de Guy Lessertisseur)
- 1966 : Les affaires sont les affaires de Gilbert Pineau
- 1978 : Madame le juge, épisode Le Dossier Françoise Muller d’Édouard Molinaro
- 1984 : Dernier Banco de Claude de Givray
- 2003-2004 : Frank Riva de Patrick Jamain